# Anson Weeks
Anson Weeks (* 14. Februar 1896 in Oakland; † 7. Februar 1969 in Sacramento) war ein US-amerikanischer Jazz-Bandleader und Komponist.
Anson Weeks stammt aus der San Francisco Bay Aera und leitete schon erste Bands während der Studienzeit an der University of California at Berkeley. Sein erstes professionelles Engagement hatte er Anfang der 1920er Jahre im Hotel Oakland; weitere Gastspiele folgten im Senator Hotel in Sacramento und in der Tahoe Tavern in Lake Tahoe. Erste Aufnahmen entstanden 1925 in Oakland; es folgte ein mehrjähriges Engagement in Mark Hopkins Hotel in San Francisco, bei dem der Slogan Dancin' With Anson verwendet wurde.
Ende der 1920er Jahre zählte Anson Weeks’ Orchester zu den populären Territory Bands des nördlichen Kaliforniens und nahm 1928 Schallplattem für Columbia auf; 1932 wechselte Weeks zu Brunswick, wo bis 1935 weitere Aufnahmen entstanden. 
Berühmt waren ihre Auftritte in der 1931 landesweit übertragenen Radiosendung Lucky Strike Magic Carpet; zu ihren Sängern zählten damals Art Wilson, Harriet Lee, Donald Novis, Bob Crosby, Carl Ravazza, Kay St. Germaine und Bob Gage. In dieser Zeit genoss das Weeks Orchester – auch durch ihre Brunswick-Aufnahmen – landesweite Popularität; 1934 gastierten sie im Regis Hotel in New York City; es folgten erfolgreiche Gastspiele in Chicago, Kansas City, St. Louis, New Orleans und Los Angeles. 1937 hatte das Orchester eine Aufnahmesession für Decca. 
1941 wurde Weeks in einen Autounfall verwickelt, bei dem er schwer verletzt wurde. Er musste daraufhin einige Jahre pausieren und sich einigen Operationen unterziehen; erst Ende der 1940er Jahre arbeitete er wieder als Bandleader. Anfang der 1950er Jahre nahm er für das damals noch lokale Label Fantasy eine Serie von Schallplatten mit Tanzmusik auf.
Ende der 1950er Jahre kehrte er ins Musikgeschäft zurück, feierte sein Comeback im Palace Hotel in San Francisco und beendete sie schließlich in den 1960er Jahren im Sacramento Inn, wo seine Karriere begonnen hatte.
Weeks betätigte sich auch als Komponist einiger Songs der Band, so „I'm Writing You This Little Melody“, ihre Erkennungsmelodie, sowie „I'm Sorry Dear“, „Senorita“, „That Same Old Dream“ und „We'll Get A Bang Out Of Life“.